# Zsigmond Varga
Pour les articles homonymes, voir Varga.
Zsigmond Varga (né le 9 septembre 1919 à Debrecen, mort le 5 mars 1945 au camp de concentration de Gusen) est un pasteur protestant hongrois, résistant au nazisme.

## Biographie
Zsigmond Varga est le fils d'un professeur homonyme d'histoire religieuse. Il étudie d'abord la théologie à l'université de Debrecen. En 1942, il publie sa thèse, dans laquelle il traite des influences culturelles des papyrus hellénistiques sur le Nouveau Testament entre le Ier siècle et le IIIe siècle. Il passe l'année scolaire 1942-1943 en Suisse, où il assiste à des conférences de Karl Barth. En 1944, Varga vient à Vienne. Il a une bourse en tant qu'étudiant à la Faculté de théologie protestante de l'université de Vienne. Comme il a déjà une formation théologique complète, il est chargé par l'Église réformée de Hongrie de fournir des soins pastoraux aux réformés hongrois à Vienne. Il donne ses services en hongrois à l'église réformée de Vienne. Il prêche la fin rapide de la Seconde Guerre mondiale et pense que c'est probablement dû au bombardement de villes allemandes, dont il s'est informé par l'audition illégale de stations étrangères. Il est arrêté le 19 octobre 1944 par la Gestapo. Varga tombe malade du typhus dans le commissariat de Rossauer Lände. Début février 1945, il est transféré au camp de concentration de Mauthausen et arrive finalement au camp de concentration de Gusen. Là, il meurt officiellement d'une insuffisance cardiaque, il est l'un des dix décès admis dans ce camp de concentration.
Des plaques commémoratives pour Zsigmond Varga sont érigées dans le camp de concentration de Gusen en 1997 et dans l'église réformée de Vienne en 2005. L'Église réformée de Hongrie l'inscrit dans sa liste de témoins et de martyrs.